# 시게트 페스티벌
시게트 페스티벌(헝가리어: Sziget Fesztivál, 영어: Sziget Festival)은 매년 8월 헝가리 부다페스트에서 개최되는 음악 축제이다. 유럽의 주요 음악제, 문화 축제 중 하나이다. "시게트"는 헝가리어로 섬을 뜻한다.
1993년 설립되어 초기에는 무명 아티스트들이 선보이는 공연 행사 수준에서 점점 성장해 유럽의 주요 록 페스티벌 중 하나가 되었다. 관객 반 정도는 외국인이며 특히 서유럽 국가들이 많이 찾는다. 유럽 페스티벌 어워드에서 "베스트 메이저 유럽 페스티벌상"을 두 차례(2012년, 2015년) 수상했다.

## 같이 보기
- 우드스톡 페스티벌